# Confinament de color
El confinament del color, sovint anomenat simplement "confinament", és el fenomen físic pel qual les partícules amb càrrega de color (quarks i gluons) no poden ser aïllades i, per tant, no poden ser observades lliures. Els quarks, per defecte, s'agrupen en estats lligats, anomenats hadrons, de dos tipus: mesons (un parell quark-antiquark) i barions (tres quarks), sota l'intercanvi constant de gluons com a bosons transmissors de la interacció forta. Les raons del confinament de quarks (i gluons) dins dels hadrons no són clares car no existeix encara cap prova analítica que la teoria matemàtica de la interacció forta, la cromodinàmica quàntica (CDQ), sigui "confinant". A altes energies la CDQ exhibeix deconfinament de color, i els quarks i els gluons són lliures (llibertat asimptòtica) de moure's sobre distàncies majors d'un femtometre (la mida d'un hadró). Aquesta fase també rep el nom de plasma de quarks i gluons.

La força de color associada al camp gluònic afavoreix el confinament dels quarks perquè quan es prova de separar-los, a partir d'una certa energia resulta més "econòmic" crear un nou parell quark-antiquark que seguir allargant el tub de flux de color entre els quarks originals, de forma anàloga al comportament d'una molla que es trenca quan l'estirem. Si l'energia de separació inicial és molt elevada, al final del procés de creació de parelles quark-antiquark es forma un "jet" d'hadrons format per múltiples partícules.

Animació del confinament de color. Quan s'intenta separar dos quarks injectant-hi energia, el tub de gluons s'allarga fins que arriba un punt en què es trenca i forma un nou parell quark-antiquark.

## Origen
El confinament és degut al fet que els gluons posseeixen ells mateixos càrrega de color (a diferència dels fotons de la EDQ que no tenen càrrega elèctrica i generen un potencial que decreix amb la distància entre càrregues). Així, quan hom prova de separar un parell quark-antiquark el camp de gluons, formant un tub estret entre ells, genera una força constant independent de la distància (o, equivalentment, un potencial que creix linealment), equivalent a uns 10.000 Newtons.
La fase de confinament en CDQ es defineix teòricament a partir del comportament de l'acció del bucle de Wilson, que és simplement el camí a l'espaitemps seguit per un parell quark-antiquark creat en un punt i anihilat en un altre punt. En una teoria sense confinament, l'acció d'un bucle d'aquest tipus és proporcional al seu perímetre. En canvi, en una teoria de confinament l'acció del bucle és proporcional a la seva àrea. Com que l'àrea és proporcional a la separació del parell quark-antiquark, els quarks lliures estan suprimits.

## Aspectes teòrics
Malgrat les consideracions intuïtives mencionades amunt, no existeix fins ara cap prova formal que el confinament sigui una característica de la CDQ. Això és degut al fet que el confinament és un fenomen d'acoblament molt gran on dominen els efectes no-pertorbatius. L'equació semiclàssica per al camp gluònic ve donada per:

{\displaystyle \partial _{\mu }\mathbf {G} ^{\mu \nu }+[\mathbf {A} _{\mu },\mathbf {G} ^{\mu \nu }]=-\mathbf {J} ^{\nu }}

On:
{\displaystyle \mathbf {G} _{\mu \nu }} és el camp gluònic, formalment similar al tensor de camp electromagnètic.
{\displaystyle \mathbf {A} _{\mu }} és la suma de potencials vectorials gluònics, formalment anàleg al potencial vectorial electromagnètic.
{\displaystyle \mathbf {J} ^{\nu }} és la densitat de càrrega de color.
{\displaystyle [\cdot ,\cdot ]}, són els parèntesis de l'àlgebra de Lie de SU(3).
Aquesta equació és reminiscent de les equacions de Maxwell que descriuen el camp electromagnètic en termes de corrents i càrregues, però el terme entre parèntesis introdueix una diferència fonamental: a diferència dels fotons, els gluons tenen càrrega de color i poden interaccionar entre ells. Aquesta diferència crucial fa que la interacció electromagnètica tingui un abast potencialment infinit davant del molt curt abast de la interacció forta. Malgrat això, no s'ha pogut provar rigorosament si l'auto-interacció dels gluons pot explicar tots els detalls del confinament. Les equacions semiclàssiques del camp gluònic constitueixen un sistema d'equacions complicat per a 8 tipus de gluons que interaccionen entre si. El seu tractament quàntic és encara més complicat en no poder-se realitzar amb càlculs pertorbatius.
A més de la CDQ en quatre dimensions de l'espaitemps, un altre model que exhibeix confinament és el model de Schwinger. Teories gauge basades en grups abelians compactes també exhibeixen confinament en 2 i 3 dimensions de l'espaitemps, així com en excitacions elementals de sistemes magnètics anomenats spinons. Al marge de la idea de confinament dels quarks, hi ha la possibilitat que la càrrega de color dels quarks sigui totalment apantallada pel color dels gluons que envolten el quark. Existeixen solucions exactes de la teoria clàssica de Yang-Mills SU(3), que proporcionen un cribatge complet de la càrrega de color d'un quark pels camps de gluons. No obstant això, aquest tipus de solucions clàssiques no tenen en compte les propietats no trivials del buit de la CDQ.

## Implicacions experimentals i fenomenològiques
Quan dos quarks se separen, com succeeix en les col·lisions d'acceleradors de partícules, en algun moment és energèticament més favorable l'aparició espontània d'un nou parell quark-antiquark a partir de l'energia acumulada al tub de color, que no pas que el tub continuïi allargant-se. Un cop creat el parell i donat que s'ha fet servir ja part de l'energia disponible, és possible que els quarks es combinin per a formar un nou mesó o hadró. En el cas que l'energia disponible encara sigui prou gran aquest procés pot continuar. Al final del procés, en lloc de veure els quarks lliures individuals en els detectors, s'observa la producció de "jets" de moltes partícules neutres de color (mesons i barions) resultants del procés continu de trencament del tub de color. Aquest procés s'anomena hadronització, fragmentació o trencament de corda, i és difícil de modelitzar teòricament car l'acoblament entre quarks i gluons és molt fort i no es poden utilitzar mètodes matemàtics pertorbatius. El fet que els gluons interaccionin amb si mateixos (en termes matemàtics, el fet que la teoria sigui no abeliana) fa els càlculs més difícils i per això es fan servir models fenomenològics amb paràmetres ajustats a les dades experimentals. Un dels models amb més èxit és el model de corda de Lund (en anglès Lund string model).